# Vlajka Baškortostánu

Vlajka Baškortostánu
Poměr stran 2:3

Vlajka Baškortostánu, jedné z autonomních republik Ruské federace, je tvořena listem o poměru stran 2:3 se třemi vodorovnými pruhy – modrým, bílým a zeleným. Uprostřed vlajky se nachází zlatá stylizovaná kurajská květina se sedmi okvětními lístky uspořádanými do půlkruhu.
O přesném odstínu barev se polemizovalo, modrá byla předpisem z roku 1992 udána jakožto nebesky modrá, ústava z roku 1993 ale zmínila čistě slovo „modrá“. Stejně tak i zelená barva byla zprvu označena jako tmavě akvamarínová, na oficiální stránkách republiky se ale vyjevila jako velmi tmavě zelená, i přesto že zákon udává opět pouze slovo „zelená“.
Modrá barva reprezentuje integritu a ctnost myšlenek obyvatel, bílá pokojnost a připravenost obyvatel kooperovat a zelená svobodu a věčný život. Počet okvětních lístků reprezentuje 7 kmenů podílejících se na spojení Baškirů.

## Historie

### Baškurdistán (1918–1920)
Po Ruské revoluci a vzniku autonomního Baškurdistánu byla schválena vlajka tvořena světle modro-zeleno-bílou trikolorou o poměru stran 1:2. Autorem vlajky byl baškortský státník Achmecaki Achmecahovič Validov.

Vlajka autonomního Baškurdistánu (1918–1920) Poměr stran: 1:2

### Baškortská ASSR (1922–1992)
Po vzniku Baškirské ASSR byla hned v roce vzniku přijata první vlajka velmi podobná vlajce RSFSR, sestávajíci z rudého listu se zkratkou „А.Б.С.С.Р” v horním rohu. Vlajka přetrvala až do roku 1924, kdy byla přijata nová verze se srpem a kladivem nahrazující nápis.[ujasnit]
Roku 1926 se opět změnila vlajka ASSR, když byl srp a kladivo nahrazen zkratkou republiky a dodatečnou zkratkou pro Ruskou federaci pod ní. V letech 1937–1954 se vlajka dvakrát obměnila, poprvé v období 1937–1940 s přidáním názvu ASSR v cyrilici a latince, posléze od roku 1940 s latinkou nahrazenou baškortským názvem.
Od roku 1954 se implementovala nová verze s modrým žerďovým pruhem a opět se srpem a kladivem. Tato verze zůstala až do roku 1992. Všechny vlajky ASSR byly v poměru 1:2.

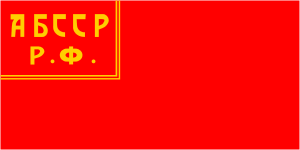
Vlajka Baškirské ASSR (1925–1937) Poměr stran: 1:2
Vlajka Baškirské ASSR (1937–1940) Poměr stran: 1:2
Vlajka Baškirské ASSR (1940–1954) Poměr stran: 1:2
Vlajka Baškirské ASSR (1954–1992) Poměr stran: 1:2

### Republika Ruské federace (od roku 1992)
Od roku 1990 se Baškirové dožadovali nové vlajky, jelikož původní vlajka ASSR již nebyla aktuální. Soutěž v roce 1991 vyhrál návrh designéra Urala Masalinova a studentky Olgy Asabiny založeného na původní vlajce Baškurdistánu, ten byl ale následujícího roku pozměněn prohozením barev, aby nebyl shodný s nově adaptovanou vlajkou Komijské republiky.
Poměr vlajky byl do roku 2003 1:2 a následně byl změněn na 2:3.

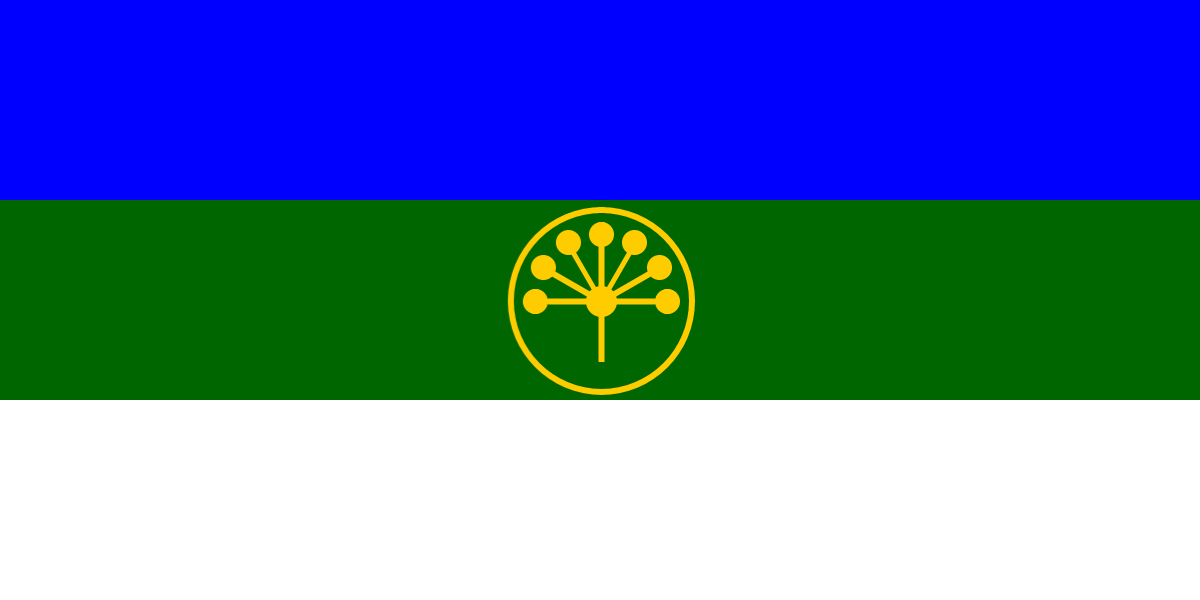
Návrh baškortské vlajky z roku 1991 Poměr stran: 1:2
Vlajka Republiky Komi (pro porovnání) Poměr stran: 2:3
Vlajka Baškortostánu (1992–2003) Poměr stran: 1:2

## Vlajka baškortostánského prezidenta

Vlajka baškortostánského prezidenta Poměr stran: 1:1